# 櫻内幸雄
櫻内 幸雄（さくらうち ゆきお、1880年（明治13年）8月14日 - 1947年（昭和22年）10月9日）は、日本の実業家、政治家。衆議院議員。商工大臣、農林大臣、大蔵大臣など歴任。
元中国電力会長櫻内乾雄、元衆議院議長櫻内義雄の父。福田康夫元首相の妻貴代子や政治家の太田誠一は孫。

## 来歴・人物
旧雲州広瀬藩士・櫻内和一郎の長男。東京専門学校（現・早稲田大学）中退。岐阜新聞、愛知新聞などで記者を務めていたが、実業家の雨宮敬次郎に認められ、実業界に入り、大日本軌道、日本高架鉄道の設立に参画、1907年（明治40年）東洋競馬会を起こして理事。
また銚子、石巻、埼玉、逗子などで電燈会社を創業、1910年（明治43年）日本電燈株式会社を設立し取締役。のち揖斐川電気、琴川電力、出雲電気各社長を務めた。他に支那興業、利根川水力など電力数十社の重役、相談役を兼ねた。
その間、1920年（大正9年）以来衆院議員（島根1区）当選8回、政友本党で政調会長、総務、民政党に合して初代幹事長、総務。1931年（昭和6年）第2次若槻内閣の商工大臣、1939年（昭和14年）平沼内閣農林大臣、1940年（昭和15年）米内内閣大蔵大臣を歴任。翼賛会、日政会各顧問、鈴木貫太郎内閣顧問、1945年（昭和20年）枢密院顧問官。1946年（昭和21年）公職追放。
1947年10月9日、死去。昭和天皇から祭粢料を賜る。

## 略年譜
- 1880年（明治13年）
8月14日 - 島根県能義郡広瀬町（現・安来市）に生まれた。
- 1893年（明治26年）
- 伯父の世話で、横浜製紙会社という活版所に雇われ、日給六銭の文選工となった[5]。
- 1895年（明治28年）
- 東京に出て芝区内の某活版所の職工となる。
- 1896年（明治29年）
- 万朝報社職工。
- 1902年（明治35年）
- 日本電報通信社記者。
- 1907年（明治40年）
- 小倉競馬会常務理事。
- 1908年（明治41年）
- 東洋馬匹改良会社常務取締役。
- 1909年（明治42年）
- 埼玉電灯株式会社社長。
- 1917年（大正6年）
- 岡山水力電気会社社長。
- 1920年（大正9年）
- 第14回衆議院議員総選挙に当選し、衆議院議員。
- 1925年（大正14年）
- 揖斐川電気株式会社（現イビデン）社長。
- 1927年（昭和2年）
- 立憲民政党初代幹事長に就任[6]。
- 1931年（昭和6年）
- 1月、再び民政党幹事長に就任[6]。4月、商工大臣に就任[7]。
- 1933年（昭和8年）
- 8月、出雲電気社長に就任[8]。
- 1939年（昭和14年）
- 農林大臣に就任。
- 1940年（昭和15年）
- 大蔵大臣に就任。
- 1945年（昭和20年）
- 内閣顧問、枢密顧問官。
- 1946年（昭和21年）
- 公職追放。

## 栄典
位階
- 1931年（昭和6年）5月1日 - 従三位[9]

勲章等
- 1920年（大正9年）11月1日 - 銀杯一組[9]
- 1928年（昭和3年）11月10日 - 金杯一組[9]
- 1931年（昭和6年）5月14日 - 勲二等瑞宝章[9][10]
- 1934年（昭和9年）4月29日 - 旭日重光章[9]
- 1939年（昭和14年）2月14日 - 勲一等瑞宝章[9][11]

## エピソード

### 少年時代
幸雄は10歳に満たぬ年少の身でありながらすすんで母を手伝った。母のつくった豆腐や油揚げは店で売れるのは量が知れていた。母は自分のつくった油揚げを籠に入れて背負い山坂越えて遠く島根県八束郡の外海方面まで行商に行った。幸雄少年も小さな肩に荷物を背負い、近隣の村々を売って歩いた。毎朝五時に家を出て、八時過ぎに帰ってくると、朝めしもそこそこに学校にかけつけ、午後になって帰宅すると、まもなく夕方から豆腐売りにでかけるのである。
ときによると、その前に菓子や飴などの行商にも出たというから、少年とはいいながらその奮闘ぶりは周囲の人たちを感動させたものらしい。“士族の坊っちゃまが…”そういって彼らは、つとめて幸雄少年から買ってくれるのであった。
1931年（昭和6年）、商工大臣時代に松山市で開催された第8回全国菓子飴大品評会の名誉総裁を引き受けている。

## 家族・親族

### 桜内家
（島根県能義郡広瀬町（現安来市）、鳥取県西伯郡米子町（現米子市）・西伯郡境町（現境港市）、東京都港区）
櫻内家は旧幕時代には広瀬藩主・松平佐渡守の家臣であった。広瀬藩は3万石の小藩であるが、藩主松平家は徳川将軍家の一門で、したがって小藩とはいいながら格式は高く、藩主はもとより藩士の末に至るまでかなり自尊心が強かったようである。今でいうエリート意識である。祖父・四郎左衛門以前の系譜については、現存する公文書には記載されていない。明治新政府になってから、地方官吏の手によってつくられた戸籍原簿は、四郎左衛門からはじまっている。桜内家には、地方の旧家でよく見せられるような、もったいぶった系図がない。四郎左衛門よりさかのぼって語りえないのはいささか残念である。
- 祖父・四郎左衛門（広瀬藩士）
広瀬藩の藩士のなかに桜内四郎左衛門という武士があった[15]。役は側用人だった[15]。側用人というのは、早くいえば殿様の秘書で、つねに側近にあって殿に奉仕するのが日常の任務であった[16]。桜内四郎左衛門は、役は側用人であるが単なる秘書役的な存在ではなかったらしい[16]。頭脳きわめて明敏、ことに理財の道に長け、松平家広瀬藩の財政経済については、もっぱら指導的な役割りを担当していた[16]。のちに明治維新になってからは、彼は藩に新設された参事の重任を負い、藩主松平直巳を補佐して藩財政の建て直しから、ひいては人事一般についても根本的な方針を確立し、廃藩という非常時局に対処して主家をあやまらしめなかった[16]。明治6年（1873年）に、四郎左衛門は隠居の届出をして、家督を長男の和一郎にゆずった[17]。
- 祖母・トセ
あきらかにその人となりを語る資料を欠く[17]。
- 父・和一郎（広瀬藩士、島根県士族）
1850年（嘉永3年）生[18] - 没
廃藩の頃、松平家からの頂戴金と士族に対する政府の御下げ渡し金とで、櫻内家には一応すくなからぬ金がはいった[19]。それを資本にして和一郎はあれこれと事業に手を出したが、世にいう“士族の商法”でうまくいかず､次第に食いつぶしてしまった[19]。隠居した四郎左衛門が、広瀬藩きっての理財家であったことを考えると、和一郎の失敗はいささか首をかしげたくなるのであるが、所詮は激動する社会の波に乗り切れなかったのであろう[19]。和一郎の手腕才能をうんぬんする前に、明治維新という革命によって起こされた社会変動の大きさと深さとを改めて考える必要がある[19]。
和一郎は、1885年（明治18年）鳥取県西伯郡米子町（現米子市）に一家を移し、水車業を経営しようとした[20]。和一郎と綾女は、境遇の激変に負けることなく力を合わせて馴れぬ商売と取り組んだので、どうやら糊口に窮することはなかった[20]。ところが1886年（明治19年）秋に山陰地方一帯は大水害を蒙ってしまった[20]。せっかく手に入れた水車はあっというまに破壊され、家具家財いっさいは、あるいは水びたしとなり、あるいは流失するという有様で惨憺たるものであった[20]。和一郎夫婦は、手をとり合って自分たちの不幸を嘆くほかなかった[21]。気を取りなおして彼らはふたたび安住の地を求めて、郡内の境町（現境港市）に移った[21]。幸雄が数え年7歳の秋である[21]。小間物や雑貨を仕入れて小売の店をやってみたが、これもうまくいかなかった[12]。次に豆腐屋をはじめた[12]。商売は軌道に乗り、繁昌したという[22]。
- 母・綾（広瀬藩儒学者・堀重兵衛の娘[18]）
堀家は、同じ広瀬藩にながく仕えた家で、代々儒学をもって知られていた[18]。したがって、綾女は儒者である父重兵衛により厳格な家庭教育を施され、当時としてはインテリ女性ともいうべき存在だった[18]。
- 姉・清女、照女
- 弟・辰郎（実業家、政治家）
1886年（明治19年）3月生 - 1954年（昭和29年）11月没

- 妻・貞子（徳永純の娘[23]）
1903年（明治36年）に幸雄は結婚をした[23]。花嫁は、徳永純の長女で貞子といい、幸雄より2つ年下の22歳だった[23]。徳永という人は異色ある人物で、若いころは仏門にはいって真宗の伝導師をしていたが、壮年期以後は富士製紙会社に入り、かなり重い役職を歴任したらしい[23]。
- 長男・乾雄（実業家・元中国電力会長）
1905年（明治38年）5月生 - 1977年（昭和52年）4月没
  - 同先妻・百合子（実業家、政治家佐々田懋の孫娘）
  - 同後妻・たま子（実業家葉住利蔵の孫娘）
- 四男・義雄（実業家、政治家）

1912年（明治45年）5月生 - 2003年（平成15年）7月没
- - 同妻・美咲（実業家丸山英弥（元明治生命社長）の娘）
  - 同息子・雄俊（たけとし）、英男（ひでお）、雄男（たけお） - いずれも夭折[24]。
  - 同孫娘・友子（元参議院議員桜内文城の妻）
- 長女・文子（福岡県、木下俊夫の妻）
1913年（大正2年）生 -
- 二女・淑子（よしこ[25]、宮城県、実業家嶺駒夫の妻）
1916年（大正5年）生 -
  - 同娘・貴代子（政治家福田康夫の妻）
    - 同長男・福田達夫（政治家）
- 三女・俊子（福岡県、実業家太田清之助の妻）
1918年（大正7年）生 -
  - 同息子・太田誠一（政治家）
- 四女・経子（埼玉県、実業家新井章治（元東京電力会長）の長男泰治の妻）
1919年（大正8年）生 -

### 他家
- 叔父・清山乙之進
幸雄が東京へ出て行くための旅費10円を貸した[26]。10円といえば馬鹿にならない金額である[26]。とにかく、14歳の少年に貸すにしては少々大金である[26]。快く貸してやったのは、この叔父がよほど幸雄少年の人物を見込んでいたからであろう[26]。

## 栄典
- 1940年（昭和15年）8月15日 - 紀元二千六百年祝典記念章[27]